# Lutjanus peru
Lutjanus peru är en fiskart som först beskrevs av Nichols och Murphy 1922.  Lutjanus peru ingår i släktet Lutjanus och familjen Lutjanidae. IUCN kategoriserar arten globalt som livskraftig. Inga underarter finns listade i Catalogue of Life.